# Runding
Runding là một đô thị ở huyện Cham bang Bayern nước Đức. Đô thị Runding có diện tích 20,95 km², dân số thời điểm ngày 31 tháng 12 năm 2006 là 2358 người.